# Lluís Juncà i Pujol
Lluís Juncà i Pujol   (Olot, 12 de març de 1982) és un enginyer i polític català. Des del juny del 2021 fins a setembre del 2024 va ser director general d'Innovació i Emprenedoria de la Generalitat de Catalunya. Actualment exerceix com a assessor i àngel inversor d'empreses d'impacte. També és mentor i docent en temes d'innovació i de sostenibilitat.

## Biografia
Enginyer de Telecomunicacions per la UPC, màster en Anàlisi Política per la UOC i MBA a Esade, entre 2009 i 2011 va ser consultor de les multinacionals Everis i Deloitte. Va començar a treballar com assistent de l'eurodiputat Oriol Junqueras a Brussel·les el 2009, de qui esdevindria estret col·laborador. Va ser assessor a la comissió d'Indústria, Recerca i Energia del Parlament Europeu (ITRE) entre el 2009 i el 2012 al grup dels Verds. Regidor d'ERC a l'Ajuntament d'Olot des de les municipals del 2015, el desembre del 2018 va renunciar.
Nomenat director de l'Oficina del Vicepresident des del 2016, el 20 de setembre del 2017 va acompanyar el conseller d'Economia, Oriol Junqueras, al departament d'Economia, on es concentraven milers de persones davant els registres de la Guàrdia Civil en el marc de la causa del procés. En aquest context, el 24 d'octubre del 2017 fou nomenat secretari general de Vicepresidència en substitució de Josep Maria Jové, cessat per protegir-lo del TC per l'1-O. Pocs dies després va ser destituït en aplicació de l'article 155.
Va ser restituït el juny del 2018 amb el nomenament com a director general de Promoció Econòmica, Competència i Regulació de la Vicepresidència, i d'Economia i Hisenda de la Generalitat, on va gestionar els fons estructurals de la Comissió Europea a Catalunya. Des del juny del 2021 fins a setembre del 2024 va ser director general d'Innovació i Emprenedoria del Govern.